# Chu kỳ quay quanh trục

Trục quay của một vật thể gắn liền với hệ tọa độ định vị bởi nền bầu trời sao

Trong thiên văn học, chu kỳ quay quanh trục là khoảng thời gian mà một vật thể thực hiện hoàn tất một vòng quay quanh trục, tính theo hệ tọa độ gắn với nền vũ trụ cố định. Thông thường, hệ tọa độ này được gắn với vị trí các ngôi sao xa trên bầu trời, bỏ qua ngôi sao gần nhất. Với các vật thể trong hệ Mặt Trời, hệ tọa độ này (Fixed stars) gắn với bầu trời sao mà không tính đến Mặt Trời.
Một số tài liệu gọi chu kỳ này là chu kỳ tự quay, nhưng "tự quay" là một từ chung chung không phản ánh rõ chuyển động nào: quay quanh trục hay trên quỹ đạo quanh Mặt Trời, vì cả hai chuyển động này đều do nó tự quay cả.
Một vật thể gọi là thực hiện hết một vòng quay khi phần lớn (80% hoặc 90%, tùy từng trường hợp) vật chất quan sát được của vật thể đó thực hiện hết một vòng quay, trở về vị trí tương đối trước đó. Trường hợp các phần của vật thể đó quay với chu kỳ khác nhau, người ta phải xem xét chu kỳ từng phần tách biệt (trường hợp Mặt Trời, xem xét chu kỳ quay quanh trục tại xích đạo, tại vĩ độ 16° và tại cực).

## Chu kỳ quay quanh trục của một số thiên thể trong hệ Mặt Trời
| Vật thể         | Chu kỳ quay quanh trục                                                                                  | Chu kỳ quay quanh trục                                        |
| --------------- | --- | ------------------------------------------------------------- |
| Mặt Trời        | 25.379995 ngày (xích đạo) 35 ngày (vùng cực)                                                            | 25d 9h 7m 11.6s 35d                                           |
| Sao Thủy        | 58.6462 ngày                                                                                            | 58d 15h 30m 30s                                               |
| Sao Kim         | –243.0187 ngày                                                                                          | –243d 0h 26m                                                  |
| Trái Đất        | 0.99726968 ngày                                                                                         | 0d 23h 56m 4.100s                                             |
| Mặt Trăng       | 27.321661 ngày (so với Trái Đất)                                                                        | 27d 7h 43m 11.5s                                              |
| Sao Hỏa         | 1.02595675 ngày                                                                                         | 1d 0h 37m 22.663s                                             |
| Ceres           | 0.37809 ngày                                                                                            | 0d 9h 4m 27.0s                                                |
| Sao Mộc         | 0.41354 ngày (trung bình) 0.4135344 ngày (bên trong) 0.41007 ngày (xích đạo) 0.41369942 ngày (cao độ)   | 0d 9h 55m 30s 0d 9h 55m 29.37s 0d 9h 50m 30s 0d 9h 55m 43.63s |
| Sao Thổ         | 0.44002 ngày (trung bình, bên trong) 0.44403 ngày (bên trong) 0.426 ngày (xích đạo) 0.443 ngày (cao độ) | 0d 10h 33m 38s 0d 10h 39m 24s 0d 10h 14m 0d 10h 38m           |
| Sao Thiên Vương | –0.71833 ngày                                                                                           | –0d 17h 14m 24s                                               |
| Sao Hải Vương   | 0.67125 ngày                                                                                            | 0d 16h 6m 36s                                                 |
| Sao Diêm Vương  | –6.38718 ngày (quay đồng bộ với Charon)                                                                 | –6d 9h 17m 32s                                                |
| Haumea          | 0.163145 ngày                                                                                           | 0d 3h 54m 56s                                                 |